# Karl Autenrieth
Johann Karl Friedrich Autenrieth (* 2. Februar 1777 in Karlsruhe; † 20. Oktober 1854 in Mannheim) war ein badischer Oberamtmann und Oberhofgerichtsrat.

## Leben
Autenrieths Vater war Hofmaler und Galeriedirektor. Karl Autenrieth war von 1801 bis 1803 Kanzleiadvokat beim Hofgericht Karlsruhe, ab 1803 dann am Hofgericht Rastatt. Ab 1806 war er für ein Jahr Advokat am Hofgericht Karlsruhe und Sekretär bei der Generalsanitätskommission. Nach einer Station als Amtmann im Stadtamt Karlsruhe war er von 1814 bis 1819 Oberamtmann und Amtsvorstand am Landamt Pforzheim. Anschließend war er Amtsvorstand am Oberamt Stein, bevor er als Hofgerichtsrat an das Hofgericht Freiburg ging. Dort blieb er bis 1828, als er als Oberhofgerichtsrat ans Oberhofgericht Mannheim wechselte. Dort wurde er 1836 Vizekanzler und 1837 Kanzler, was er bis zu seinem Ruhestand 1849 blieb.